# گوتو
گوتو (به آلمانی: Gutau) یک منطقهٔ مسکونی در اتریش است که در ناحیه فرایشتات واقع شده‌است. گوتو ۴۵٫۴۴ کیلومتر مربع مساحت دارد ۵۸۹ متر بالاتر از سطح دریا واقع شده‌است.